# Jerzy Suchanek (pisarz)
Jerzy Suchanek (ur. 1 sierpnia 1953 w Bytomiu - zm. 24 września 2018) – polski pisarz, poeta, publicysta.
Suchanek swoje wiersze, prozę i teksty krytyczne publikował m.in. w „Poezji”, „Nowym Wyrazie”, „Kujawach”, „Integracjach”, „Studio”, „Autografie”, „Opcjach”, „Śląsku”, „Artylerii”, „Migotaniach, Przejaśnieniach”, „Akancie”, „Arkadii”, „Nowym Zagłębiu”, „Poboczach”, „Toposie”, "Mediaskrypcie", „Arcanach” i "Frazie". A także w antologiach: Nowy sezon (Mikołów 1997), Arka poezji (Bydgoszcz 1998), Gliwicki Almanach Literacki (Gliwice 2001), Zagłębie poetów (Katowice 2002).
Jest laureatem m.in. nagrody głównej X Ogólnopolskiego Konkursu Poetyckiego im. J. Śpiewaka (Świdwin 1979), III nagrody konkursu Przeciw wojnie (Warszawa 1981), Kogi Gdańskiej (1985 – za upowszechnianie poezji młodych twórców), III nagrody Ogólnopolskiego Konkursu Literackiego O Rubinową Hortensję (Piotrków Trybunalski 1996), III nagrody IV Ogólnopolskiego Konkursu Poetyckiego im. Rafała Wojaczka (Mikołów 1996). Laureat nagrody Towarzystwa Kultury Teatralnej Za osiągnięcia w upowszechnianiu teatru (Warszawa 2001). Laureat Nagrody Artystycznej Miasta Sosnowca 2007). Członek Stowarzyszenia Pisarzy Polskich.
Współzałożyciel Piwnicy Literackiej przy Studenckim Centrum Kultury Zameczek-Remedium w Sosnowcu i Studenckiej Radzie Literackiej Socjalistycznego Zrzeszenia Studentów Polskich, współredaktor jej wydawnictw (1981, 1983-85), współzałożyciel i współredaktor almanachu Kwartał SRL SZSP – wydawanego przez Studencką Radę Literacką ZSP (Warszawa 1983/1984).
Współredaktor wkładki literackiej „Zjawiska" do „Gliwickiego Informatora Kulturalnego" (1994-1996).
Współzałożyciel i redaktor naczelny gazety miejskiej „Życie Mysłowic” (1990-1992), sekretarz redakcji samorządowych tygodników „Wiadomości Gliwickie” (1992-1993), „Nowe Wiadomości Gliwickie” (1994) oraz tygodnika informacyjnego „7 - Tydzień w Regionie” (Gliwice 1994-95). Współredaktor miesięcznika samorządowego gminy Miedźna „Gminne Sprawy” (od założenia gazety w 1992), od lipca 2002 do grudnia 2004 jego redaktor naczelny (w grudniu 2004 władze samorządowe gminy Miedźna zrezygnowały z wydawania „Gminnych Spraw”). Właściciel i redaktor naczelny „Miedźniańskiego Kwartalnika Kulturalnego” (Miedźna 2005).
Jako redaktor programowy gliwickiej filii bydgoskiego Instytutu Wydawniczego Świadectwo w latach 1994-1999 wydał kilka książek poetyckich, m.in. Lesława Nowary, Marcina Świetlickiego, Krzysztofa Siwczyka, Krzysztofa Śliwki, Bartłomieja Majzla, Aleksandry Wojtkiewicz i Ewy Lenartowskiej.
Pomysłodawca i organizator I Pszczyńskiej Biesiady Poetyckiej (1985), pomysłodawca i współorganizator Mysłowickich Tygodni Poezji (1986-91), współprowadzący Klub Literacki w gliwickim Klubie Perełka (1993-98).
Reżyser dwóch polskich prapremier dramatów Josifa Brodskiego Marmur (1988) i Demokracja (1989) w założonym przez siebie Teatrze Zwyczajnym Miejskiego Centrum Kultury w Mysłowicach. Ponadto tamże w latach 1987-1991 wyreżyserował m.in. Żegnaj Judaszu Ireneusza Iredyńskiego, Emigrantów Sławomira Mrożka, Ścisły nadzór Jeana Geneta i Król umiera, czyli ceremonie Eugene’a Ionesco. W 2005 wyreżyserował Odkamienienie i Jasełka – Obrót świata w Teatrze Integracyjnym Atta Ośrodka dla Niepełnosprawnych Najświętsze Serce Jezusa w Rudzie Śląskiej – Halembie, według własnych pomysłów i scenariuszy.
Wydał zbiory poetyckie: Proszę rozejść się do domów (Sosnowiec 1974), 49 wierszy (Warszawa 1981), Jestem nie tylko słowem (Katowice-Sosnowiec 1983), Czytaj szeptem (Mysłowice 1991), Bębny (Gdańsk 2007), Pusto (Sosnowiec 2007), Widzimisię (Gdańsk 2008), Ku (Sopot 2009), Jutro przeczytaj jeszcze raz. Wiersze wybrane (Mikołów 2010), Folklor polski (Mikołów 2011), Fe (Mikołów 2012) oraz cykl przypowieści Ośle ziółka (Bydgoszcz 2008) i powieść Płakula (Mikołów 2009). W 2011 r. ukazała się książka Dlaczego Suchanek? Spojrzenia i interpretacje pod redakcją Mariana Kisiela (Gdańsk 2011).
W 2007 roku ustanowił własną literacką Nagrodę Otoczaka. Za 2006 rok w dziedzinie Poezja otrzymał ją Wojciech Brzoska, za 2007 rok – również w dziedzinie Poezja – Piotr Cielesz, za 2008 rok – Wojciech Kass, za 2009 rok – Maciej Melecki, za 2010 rok – Andrzej Niewiadomski, za 2011 rok – Przemysław Owczarek, za 2012 rok – Arkadiusz Kremza, za 2013 rok – Piotr Gajda, za rok 2014 - Beata Patrycja Klary, za rok 2015 - Waldemar Jocher, za rok 2016 –  Marek Krystian Emanuel Baczewski, za rok 2017 – Konrad Wojtyła.